# Go Away
〈Go Away〉는 대한민국의 음악 그룹 2NE1 노래이다. 2010년 9월 9일 2NE1 번째 정규 앨범 《To Anyone》의 타이틀곡으로써 KMP 홀딩스를 통해 발매되었다. 이 곡은 디지털 차트 1위에 올랐고 2010년에는 한국에서 4번째로 좋은 연주곡이 되었다. 2011년 11월 16일 일본에서 첫 일본 싱글로 발매되었다. 

## 배경 정보
2NE1의 첫 번째 앨범 《To Anyone》의 타이틀곡 3곡 중 〈Can't Nobody〉, 〈박수쳐〉가 함께 수록됐다.

## 뮤직 비디오
이 노래의 뮤직 비디오는 한국어와 일본어로 각각 하나씩 공개되었다. 한국 뮤직비디오에는 씨엘과 남자친구가 싸우는 모습이 담겼다. 그런 다음 CL은 남자 친구와 경주하다가 불의 사고를 당한다. 결국 4명의 멤버는 모두 재회하고 그가 가치가 없다는 것을 깨닫는다.

## 수록곡
- ;디지털 다운로드[2]

1. "Go Away" – 3:35

- ;일본 CD 싱글

1. "Go Away" – 3:35
2. "아파 (Slow)" – 4:13